# Twisted Metal 2
Twisted Metal 2 (noto anche come Twisted Metal: World Tour  in Europa e Twisted Metal EX in Giappone) è il secondo e più famoso della serie a combattimenti tra veicoli Twisted Metal, ed è stato sviluppato dalla SingleTrac, pubblicato dalla Sony, e messo in commercio a partire dall'ultimo quarto del 1996 per la PlayStation e Microsoft Windows.
Due anni dopo la sua uscita, il gioco è stato ri-pubblicato come titolo della serie Greatest Hits, ma sotto lo sviluppo della 989 Studios e non della SingleTrac. È inoltre disponibile in formato digitale in Giappone e Nord America su PlayStation Network a partire dal 2007.

## Trama
Siamo nel 2006. Dopo la conclusione del Twisted Metal, un brutale torneo indetto dal malvagio Calypso proprio la vigilia di Natale dell'anno precedente, Los Angeles è ora ridotta in rovina, in uno scenario apocalittico dove i suoi abitanti sono ridotti a vivere come bestie. Meditando su dove dovrebbe svolgersi il prossimo torneo di Twisted Metal, dove quattordici dei migliori piloti al mondo si sono riuniti per vincere il premio misterioso, Calypso decide che sarà il mondo intero il suo campo di battaglia: in aggiunta ai resti di Los Angeles, il torneo si svolgerà anche a Mosca, Parigi, Amazzonia, New York, Antartide, Paesi Bassi e Hong Kong.
Sconfitti tutti gli avversari in Amazzonia, il giocatore dovrà affrontare Minion prima di procedere a New York. Nell'ultimo stage, ambientato a Hong Kong, si dovrà prima sconfiggere tutti gli avversari come nel gioco normale, seguito da Dark Tooth e poi dalla sua testa fiammeggiante. Solo allora il giocatore potrà ricevere il suo premio da Calypso.

## Modalità di gioco
Come nel gioco precedente, ogni partita di Twisted Metal 2 è un demolition derby in cui le macchine si distruggono a vicenda usando armi esplosive e a proiettili, dai due agli otto competitori. Il gioco introduce inoltre anche una modalità cooperativa, che permette di partecipare al torneo in due ma non presenta gli epiloghi al contrario della modalità torneo in giocatore singolo.

## Personaggi
In verde sono segnati i personaggi ripescati nel gioco precedente, in giallo quelli nuovi e in rosso quelli segreti, boss o sbloccabili.
| Veicolo | Veicolo     | Personaggio         | Descrizione |
| ------- | ----------- | ------------------- | --- |
|         | Roadkill    | Marcus Kane         | Entra nel torneo per scoprire se davvero quello che sta succedendo sia un sogno o meno. Guida una Junk Car poco resistente e dalla velocità intermedia. Il suo attacco speciale consiste in tre colpi di boomerang ad alta velocità: se il colpo raggiunge un avversario mentre ritorna, il danno viene triplicato. |
|         | Hammerhead  | Mike e Stu          | Due ragazzacci che pensano solo a fare la bella vita, desiderano ottenere la capacità di volare. I due guidano un monster truck lento ma resistente, e l'attacco speciale, eseguibile in maniera automatica senza la pressione di alcun tasto, consiste semplicemente nello schiacciare qualsiasi avversario sotto le ruote del loro veicolo. |
|         | Outlaw 2    | Capt. Jamie Roberts | Si unisce al torneo alla ricerca del fratello, sparito nel torneo precedente. Come il fratello, Jamie guida una macchina della polizia molto veloce, il cui attacco speciale è un omni-taser che infligge danni moderati prima di farli saltare in aria. |
|         | Warthog     | Capt. Rogers        | Stanco di essere un vecchio, entra nel torneo per ritornare giovane. Questa versione di Warthog ha quattro ruote anziché sei nel gioco precedente, ed è leggermente più veloce ma comunque molto resistente. Il suo attacco speciale consiste in una serie di potenti missili che si dirigono verso l'avversario più vicino; la potenza aumenta in maniera direttamente proporzionale al tragitto prima di raggiungere il bersaglio, ma se ci si trova troppo lontano si schianteranno nell'ambiente circostante. |
|         | Mr. Grimm   | Mr. Grimm           | Desidera portare il caos e la distruzione nel mondo intero, cosa che solo la vittoria del torneo renderebbe fattibile. La moto di Mr. Grimm possiede ora una sidecar, ma mantiene l'alta velocità a scapito di una scarsa resistenza. Il suo attacco speciale è uno dei più potenti: si tratta di un teschio volante che, una volta colpito l'avversario, a patto che ci riesca dato che va solo in linea retta, assorbe la sua forza vitale per il prossimo colpo.                                               |
|         | Thumper     | Bruce Cochrane      | Il suo desiderio è molto semplice: essere padrone di ben più del suo solo vicinato. Nonostante le statistiche minori rispetto al gioco precedente, il Low Rider di Bruce è più potente grazie al suo attacco speciale: si tratta di un lanciafiamme potentissimo che può colpire più di un avversario, abbastanza potente da distruggere un nemico normale con due usi simultanei, e capace di distruggere Dark Tooth con due munizioni.                                                                          |
|         | Spectre     | Ken Masters         | Ignorato da tutti fin da quando era bambino, entra nel torneo per diventare famoso. Pur non avendo più le alette, la macchina sportiva di Spectre resta veloce ma poco resistente. Il suo attacco speciale, come nel gioco precedente, consiste nello sparare missili letali che attraversano muri e raggiungono qualsiasi nemico, e sono evitabili soltanto facendo zig-zag. |
|         | Twister     | Amanda Watts        | Entra nel torneo per diventare il pilota più veloce di sempre. La macchina da corsa di Twister, veloce e resistente, è in grado di girare su se stessa provocando un tornado difficile da controllare ma capace di spazzare via qualsiasi avversario e ostacolo; durante l'attacco speciale, è possibile usare lo stesso le mitragliatrici contro gli avversari intrappolati. |
|         | Axel        | Axel                | Desidera incontrarsi con l'individuo che, quando questi era ragazzo, lo tenne rinchiuso nella prigione che è il suo veicolo. Il suo è un veicolo molto insolito: si tratta di una piattaforma connessa a un paio di grosse ruote da trattore su cui sono montati un paio di mitragliatrici e lanciamissili. L'attacco speciale consiste in un'onda d'urto. |
|         | Mr. Slam    | Simon Whittlebone   | Il suo desiderio è costruire la torre più grande di tutti i tempi. Essendo egli alla guida di una ruspa modificata, lenta ma resistente, Mr. Slam è in grado di usare le sue "fauci di metallo" per afferrare l'avversario e sbatterlo a terra più volte, provocando gravi danni; per eseguire l'attacco speciale, basta tenere premuto il tasto azione per poi lasciarlo quando il nemico è a tiro. |
|         | Shadow      | Mortimer            | Entra nel torneo per aiutare tutti coloro morti nei Twisted Metal precedenti a vendicarsi contro Calypso. Mortimer guida una Cadillac Miller-Meteor 1959, e il suo attacco speciale consiste in un'anima oscura molto veloce, detonabile col tasto azione una volta lanciata. |
|         | Grasshopper | Krista Sparks       | Entra nel torneo per cercare risposte su suo padre, che crede morto. Successore spirituale di Pit Viper, Krista guida una dune buggy poco resistente e dalla velocità intermedia: l'attacco speciale, Leap n' Slam, consiste semplicemente nel lanciarsi in aria e atterrare sugli avversari, ma non va usato in spazi chiusi, in quanto può realisticamente prendere danni colpendo soffitti e ponti. |
|         | Sweet Tooth | Needles Kane        | Guida il suo famoso camion dei gelati, ed è l'icona della serie. L'attacco speciale consiste in missili a forma di coni gelato rosa, più precisi dalla lunga distanza; nonostante non facciano molto danno, si rigenerano in fretta ed è possibile spararli in rapida sequenza. È sbloccabile grazie a un codice. |
|         | Minion      | Minion              | Entra nel torneo per vendicarsi di Calypso, che gli rubò i suoi poteri, ed è il boss dell'Amazzonia (a meno che non si giochi nei suoi panni). Guida un carro armato, e l'attacco speciali consiste in una misteriosa miscela di armi speciali lanciate in una volta sola. È sbloccabile grazie a un codice. |
|         | Dark Tooth  | Charlie Kane        | Il boss finale, appare a Hong Kong Crunch. È giocabile solo tramite un trucco speciale, ma il suo uso causa molteplici glitch e corruzioni. |